# Flusso di ghiaccio Horlick
Il flusso di ghiaccio Horlick è un flusso di ghiaccio lungo oltre 100 km situato in Antartide, dove si origina, in particolare, nell'entroterra della Terra di Marie Byrd. Situato nella piatta pianura glaciale sita a nord del blocco dei monti Horlick, il flusso glaciale Horlick si muove verso ovest-sud-ovest parallelamente all'estensione dei suddetti monti e lungo il suo percorso viene arricchito dal flusso glaciale Shimizu e da altri suoi tributari, come il ghiacciaio Davisville, fino ad andare ad alimentare il ghiacciaio Reedy, nella parte orientale del territorio della Dipendenza di Ross.

## Storia
Il flusso di ghiaccio Horlick è stato scoperto e cartografato dal personale dello United States Geological Survey (USGS) grazie a ricognizioni sia terrestri che aeree compiute da membri della marina militare statunitense e dello stesso USGS tra il 1960 e il 1964, ed è stato così battezzato dal comitato consultivo dei nomi antartici in associazione con i vicini monti Horlick, a loro volta così denominati dall'ammiraglio Richard Evelyn Byrd in onore di William Horlick, capo della Horlick's Malted Milk Corp., finanziatore della seconda spedizione antartica condotta da Byrd e svoltasi nel 1933-35.